# UCI World Tour 2023
UCI World Tour 2023 var den 13:e upplagan av UCI World Tour, en serie cykeltävlingar som årligen anordnas av Internationella cykelunionen (UCI). Totalt 35 tävlingar arrangerades under året. Touren startade den 17 januari med Tour Down Under och avslutades den 17 oktober med Tour of Guangxi.

## Tävlingar
| Tävling                           | Datum                     | Vinnare                    | Tvåa                       | Trea                      |
| --------------------------------- | ------------------------- | -------------------------- | -------------------------- | ------------------------- |
| Tour Down Under                   | 17–22 januari             | Jay Vine (AUS)             | Simon Yates (GBR)          | Pello Bilbao (ESP)        |
| Cadel Evans Great Ocean Road Race | 29 januari                | Marius Mayrhofer (GER)     | Hugo Page (FRA)            | Simon Clarke (AUS)        |
| UAE Tour                          | 20–26 februari            | Remco Evenepoel (BEL)      | Lucas Plapp (AUS)          | Adam Yates (GBR)          |
| Omloop Het Nieuwsblad             | 25 februari               | Dylan van Baarle (NED)     | Arnaud De Lie (BEL)        | Christophe Laporte (FRA)  |
| Strade Bianche                    | 4 mars                    | Thomas Pidcock (GBR)       | Valentin Madouas (FRA)     | Tiesj Benoot (BEL)        |
| Paris–Nice                        | 5–12 mars                 | Tadej Pogačar (SLO)        | David Gaudu (FRA)          | Jonas Vingegaard (DEN)    |
| Tirreno–Adriatico                 | 6–12 mars                 | Primož Roglič (SLO)        | João Almeida (POR)         | Tao Geoghegan Hart (GBR)  |
| Milano–Sanremo                    | 18 mars                   | Mathieu van der Poel (NED) | Filippo Ganna (ITA)        | Wout van Aert (BEL)       |
| Katalonien runt                   | 20–26 mars                | Primož Roglič (SLO)        | Remco Evenepoel (BEL)      | João Almeida (POR)        |
| Classic Brugge-De Panne           | 22 mars                   | Jasper Philipsen (BEL)     | Olav Kooij (NED)           | Yves Lampaert (BEL)       |
| E3 Saxo Classic                   | 24 mars                   | Wout van Aert (BEL)        | Mathieu van der Poel (NED) | Tadej Pogačar (SLO)       |
| Gent–Wevelgem                     | 26 mars                   | Christophe Laporte (FRA)   | Wout van Aert (BEL)        | Sep Vanmarcke (BEL)       |
| Dwars door Vlaanderen             | 29 mars                   | Christophe Laporte (FRA)   | Oier Lazkano (ESP)         | Neilson Powless (USA)     |
| Flandern runt                     | 2 april                   | Tadej Pogačar (SLO)        | Mathieu van der Poel (NED) | Mads Pedersen (DEN)       |
| Baskien runt                      | 3–8 april                 | Jonas Vingegaard (DEN)     | Mikel Landa (ESP)          | Ion Izagirre (ESP)        |
| Paris–Roubaix                     | 9 april                   | Mathieu van der Poel (NED) | Jasper Philipsen (BEL)     | Wout van Aert (BEL)       |
| Amstel Gold Race                  | 16 april                  | Tadej Pogačar (SLO)        | Ben Healy (IRL)            | Tom Pidcock (GBR)         |
| Vallonska pilen                   | 19 april                  | Tadej Pogačar (SLO)        | Mattias Skjelmose (DEN)    | Mikel Landa (ESP)         |
| Liège–Bastogne–Liège              | 23 april                  | Remco Evenepoel (BEL)      | Tom Pidcock (GBR)          | Santiago Buitrago (COL)   |
| Romandiet runt                    | 25–30 april               | Adam Yates (GBR)           | Matteo Jorgenson (USA)     | Damiano Caruso (ITA)      |
| Eschborn–Frankfurt                | 1 maj                     | Søren Kragh Andersen (DEN) | Patrick Konrad (AUT)       | Alessandro Fedeli (ITA)   |
| Giro d’Italia                     | 6–28 maj                  | Primož Roglič (SLO)        | Geraint Thomas (GBR)       | João Almeida (POR)        |
| Critérium du Dauphiné             | 4–11 juni                 | Jonas Vingegaard (DEN)     | Adam Yates (GBR)           | Ben O'Connor (AUS)        |
| Tour de Suisse                    | 11–18 juni                | Mattias Skjelmose (DEN)    | Juan Ayuso (ESP)           | Remco Evenepoel (BEL)     |
| Tour de France                    | 1–23 juli                 | Jonas Vingegaard (DEN)     | Tadej Pogačar (SLO)        | Adam Yates (GBR)          |
| Clásica de San Sebastián          | 29 juli                   | Remco Evenepoel (BEL)      | Pello Bilbao (ESP)         | Aleksandr Vlasov          |
| Polen runt                        | 29 juli – 4 augusti       | Matej Mohorič (SLO)        | João Almeida (POR)         | Michał Kwiatkowski (POL)  |
| Cyclassics Hamburg                | 20 augusti                | Mads Pedersen (DEN)        | Danny van Poppel (NED)     | Elia Viviani (ITA)        |
| / Renewi Tour                     | 23–29 augusti             | Tim Wellens (BEL)          | Florian Vermeersch (BEL)   | Yves Lampaert (BEL)       |
| Vuelta a España                   | 26 augusti – 17 september | Sepp Kuss (USA)            | Jonas Vingegaard (DEN)     | Primož Roglič (SLO)       |
| Bretagne Classic Ouest–France     | 3 september               | Valentin Madouas (FRA)     | Mathieu Burgaudeau (FRA)   | Felix Großschartner (AUT) |
| Grand Prix Cycliste de Québec     | 8 september               | Arnaud De Lie (BEL)        | Corbin Strong (NZL)        | Michael Matthews (AUS)    |
| Grand Prix Cycliste de Montréal   | 10 september              | Adam Yates (GBR)           | Pavel Sivakov (FRA)        | Alex Aranburu (ESP)       |
| Lombardiet runt                   | 7 oktober                 | Tadej Pogačar (SLO)        | Andrea Bagioli (ITA)       | Primož Roglič (SLO)       |
| Tour of Guangxi                   | 12–17 oktober             | Milan Vader (NED)          | Rémy Rochas (FRA)          | Ethan Hayter (GBR)        |